# Wei Tingting
 (septembre 2022).
La mise en forme du texte ne suit pas les recommandations de Wikipédia : il faut le « wikifier ».
Les points d'amélioration suivants sont les cas les plus fréquents. Le détail des points à revoir est peut-être précisé sur la page de discussion.
- Les titres sont pré-formatés par le logiciel. Ils ne sont ni en capitales, ni en gras.
- Le texte ne doit pas être écrit en capitales (les noms de famille non plus), ni en gras, ni en italique, ni en « petit »…
- Le gras n'est utilisé que pour surligner le titre de l'article dans l'introduction, une seule fois.
- L'italique est rarement utilisé : mots en langue étrangère, titres d'œuvres, noms de bateaux, etc.
- Les citations ne sont pas en italique mais en corps de texte normal. Elles sont entourées par des guillemets français : « et ».
- Les listes à puces sont à éviter, des paragraphes rédigés étant largement préférés. Les tableaux sont à réserver à la présentation de données structurées (résultats, etc.).
- Les appels de note de bas de page (petits chiffres en exposant, introduits par l'outil «  Source ») sont à placer entre la fin de phrase et le point final[comme ça].
- Les liens internes (vers d'autres articles de Wikipédia) sont à choisir avec parcimonie. Créez des liens vers des articles approfondissant le sujet. Les termes génériques sans rapport avec le sujet sont à éviter, ainsi que les répétitions de liens vers un même terme.
- Les liens externes sont à placer uniquement dans une section « Liens externes », à la fin de l'article. Ces liens sont à choisir avec parcimonie suivant les règles définies. Si un lien sert de source à l'article, son insertion dans le texte est à faire par les notes de bas de page.
- La présentation des références doit suivre les conventions bibliographiques. Il est recommandé d'utiliser les modèles {{Ouvrage}}, {{Chapitre}}, {{Article}}, {{Lien web}} et/ou {{Bibliographie}}. Le mode d'édition visuel peut mettre en forme automatiquement les références.
- Insérer une infobox (cadre d'informations à droite) n'est pas obligatoire pour parachever la mise en page.

Pour une aide détaillée, merci de consulter Aide:Wikification.
Si vous pensez que ces points ont été résolus, vous pouvez retirer ce bandeau et améliorer la mise en forme d'un autre article.
Wei Tingting (韦婷婷), née en 1989 est une militante, écrivaine et réalisatrice de documentaires chinois LGBTI+ et féministe. Elle fait partie des Feminist Five ("Gang des Cinq").

## Jeunesse
Wei est née à Hechi dans la région sud du Guangxi en Chine.
En 2009, Wei a obtenu une licence en sociologie de l'Université de Wuhan. En 2011, Wei a obtenu un Master en anthropologie de l'Université de Wuhan.

## Carrière
Pendant ses études universitaires, Wei est devenue active dans les mouvements de défense des droits des femmes et des LGBT. En 2007 et 2009, Wei a participé à la coordination et à la mise en scène des productions de la pièce Les Monologues du vagin (The Vagina Monologues). Elle a rejoint le "Wuhan Rainbow", une organisation LGBT.
Wei a également été directrice de Ji'ande, une organisation de défense des droits des LGBT à Pékin.
Wei a cofondé le National Bisexual Network en Chine.
De 2011 à 2016, Wei a travaillé comme chef de projet à l'Institut d'éducation à la santé et au genre de Pékin ("Beijing Gender Health Education Institute"), une agence nationale centrée sur la sexualité et la santé sexuelle, sensibilisant aux inégalités entre les sexes et à la diversité sexuelle. Une partie de son travail consistait à aider à organiser une marche annuelle contre le sida sur la Grande Muraille, la marche contre le sida en Chine, le premier projet de collecte de fonds public à grande échelle sur le VIH/sida en Chine continentale, à coordonner les prix des médias grand public pour de bons reportages de la communauté LGBT et à coordonner le programme Rights and Advocacy de l'organisation et la conférence nationale LGBT annuelle en Chine. Wei a co-animé la première webdiffusion LGBT à but non lucratif de Chine intitulée "Queer Comrades", était membre du réseau Queer Lala Times basé en Chine, à Taïwan et à Hong Kong et a assisté à des conférences de femmes en Inde et en Corée du Sud,
En 2012, Wei Tingting et Li Tingting ont participé à une manifestation de la Saint-Valentin contre la violence domestique à Pékin. De 2012 à 2014, Wei a été cheffe de projet chez Chinese Lala Alliance.
De 2013 à 2014, Wei a contribué au magazine Les+ et a coordonné un projet intitulé "View Beijing+20 from Lesbian perspective".
De 2015 à 2017, Wei a été coordinatrice de LGBT Rights Advocacy China, où elle a travaillé avec des victimes de thérapies de conversion LGBT pour les aider à intenter des poursuites judiciaires et également à soutenir des poursuites contre du matériel pédagogique homophobe.
De 2016 à 2019, Wei a été la fondatrice et la directrice du Guangzhou Gender and Sexuality Education Center (GGSEC), une organisation non gouvernementale de Guangzhou, en Chine. L'organisation mène des activités d'éducation, de formation et de plaidoyer en matière de genre et de sexualité.
Wei a rassemblé du matériel pour le premier film documentaire chinois sur la bisexualité en Chine, qui s'appelait Bi China et est sorti en 2017,
En 2018, Wei a fondé Guangzhou Nalisha Education Consulting Co. Ltd., une société qui mène des activités de recherche, d'éducation, de formation et de plaidoyer sur le genre et la sexualité, offrant un soutien en santé mentale et un soutien consultatif aux victimes dans le domaine du genre et de la sexualité pour lutter contre la discrimination des les femmes et la communauté LGBTI.

## Le Gang des Cinq (Feminist Five)
En 2015, Wei et quatre autres militantes (Zheng Churan, Wang Man, Wu Rongrong et Li Tingting, connues collectivement sous le nom de « Feminist Five ») ont été arrêtées par le gouvernement chinois juste avant la Journée internationale de la femme, le jour où elles prévoyait de mener une campagne contre le harcèlement sexuel dans les transports publics. Les cinq femmes ont été libérées sous caution après 37 jours de détention. Si elles avaient été condamnées, les femmes auraient pu encourir jusqu'à trois ans de prison pour "création de troubles". Depuis sa libération, Wei a déclaré qu'elle continuerait à se battre pour l'égalité des sexes. Elle affirme : « J'ai lu tant de rapports et d'articles sur notre arrestation et ils sont si touchants et encourageants. J'avais commencé à me sentir découragée et je pensais que cet incident serait la fin pour nous, les jeunes militantes. Mais la réaction a lancé une ère de nouveaux militants magnifiques. Ils ne peuvent pas tous nous attraper et nous bloquer tous. »

## Honneurs
- 2015 : Bustle, 14 militantes des droits des femmes du monde entier qui vous inspireront[5]
- 2015 : Mme Magazine, 10 des féministes les plus inspirantes de 2015[6]
- 2015 : Asia LGBT Milestone Awards (ALMAs), Héros de l'année, nommé[7],[8]
- 2018 : Médaille de la fierté Troy Perry[9]

## Ouvrages et publications choisis
- (zh) Wei, « How to Use Applied Theater in Sexuality Education in China », Population and Development (Core Journal in China), vol. 1,‎ 2011
- Wei, « From Vagina Monologue to Leifeng Pagoda: Rethinking and Producing Women's Body », The International Conference on Chinese Women and Visual Representation,‎ 2012
- Wei, « The Body Goes Beyond Boundary - Research of Lesbian and Gay in Cities », Sexualities and Gender Study, vol. 5,‎ 2012, p. 354–387
- (zh) Wei, « A Look at the Beijing Conference through Lesbian Eyes », China Development Brief, vol. 3,‎ 2014
- Wei, « A Look at the Beijing Conference through Lesbian Eyes », Asian Journal of Women's Studies, vol. 21, no 3,‎ 6 octobre 2015, p. 316–325 (DOI 10.1080/12259276.2015.1072944, S2CID 155370554, lire en ligne)
- (zh) Wei, « Review and Report of the Beijing Conference 1996 through Lesbian Eyes », Sexuality Research in China, vol. 2, no Total No. 37,‎ 2016, p. 131–144
- (zh) Wei, « A report on sexual harassment on Chinese College Campuses, 2016-2017 », Sexuality Research in China,‎ 2017

## Filmographie

### Productrice
- 2015 : Nous sommes ici[10]

### Réalisatrice
- 2017  : Bi Chine[3].